# Västers myr
Västers myr är ett naturreservat på Gotland. Den 26 januari 2021 beslutade länsstyrelsen att Västers myr i Boge socken skulle inrättas som naturreservat, och så skedde den 23 februari samma år. Reservatet består av rikkärr och sumpskog, gammal betad skog samt kalkbarrskog. Rikkärr är en myr som är rik på mineraler, särskilt kalk, och ganska näringsfattig. Det gör att rikkärr har en specialiserad och artrik flora. Här finns sådana rikkärrsarter som  ängsnycklar, flugblomster, kärrlilja och majviva, och halvgräsen axag och knappag. I skogsekosystemet finns bland annat 19 rödlistade svampar, däribland violgubbe, vit taggsvamp, svartgrön spindling och gulsträngad fagerspindling.

## Bilder

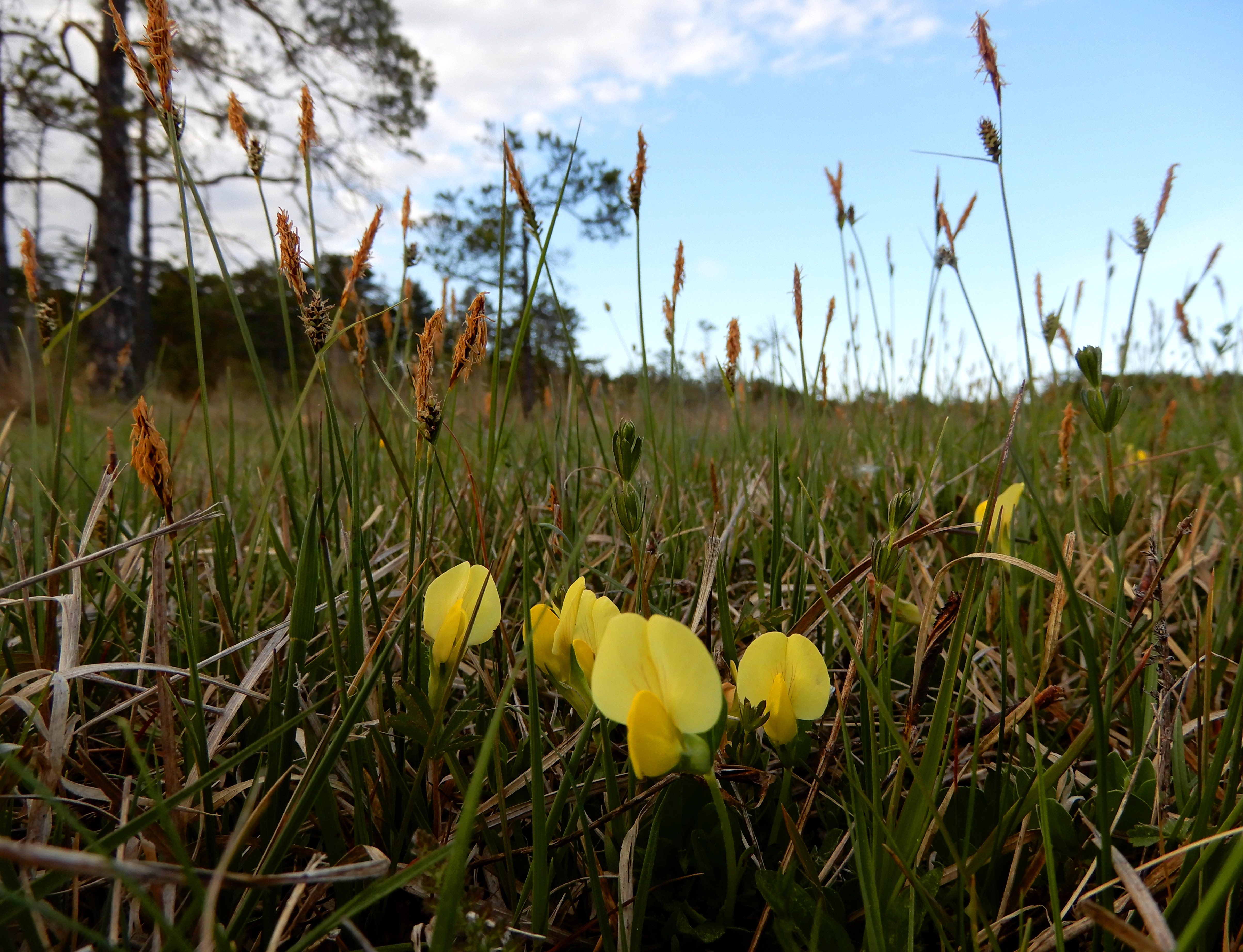
Klöverärt, Tetragonolobus maritimus, och starr.
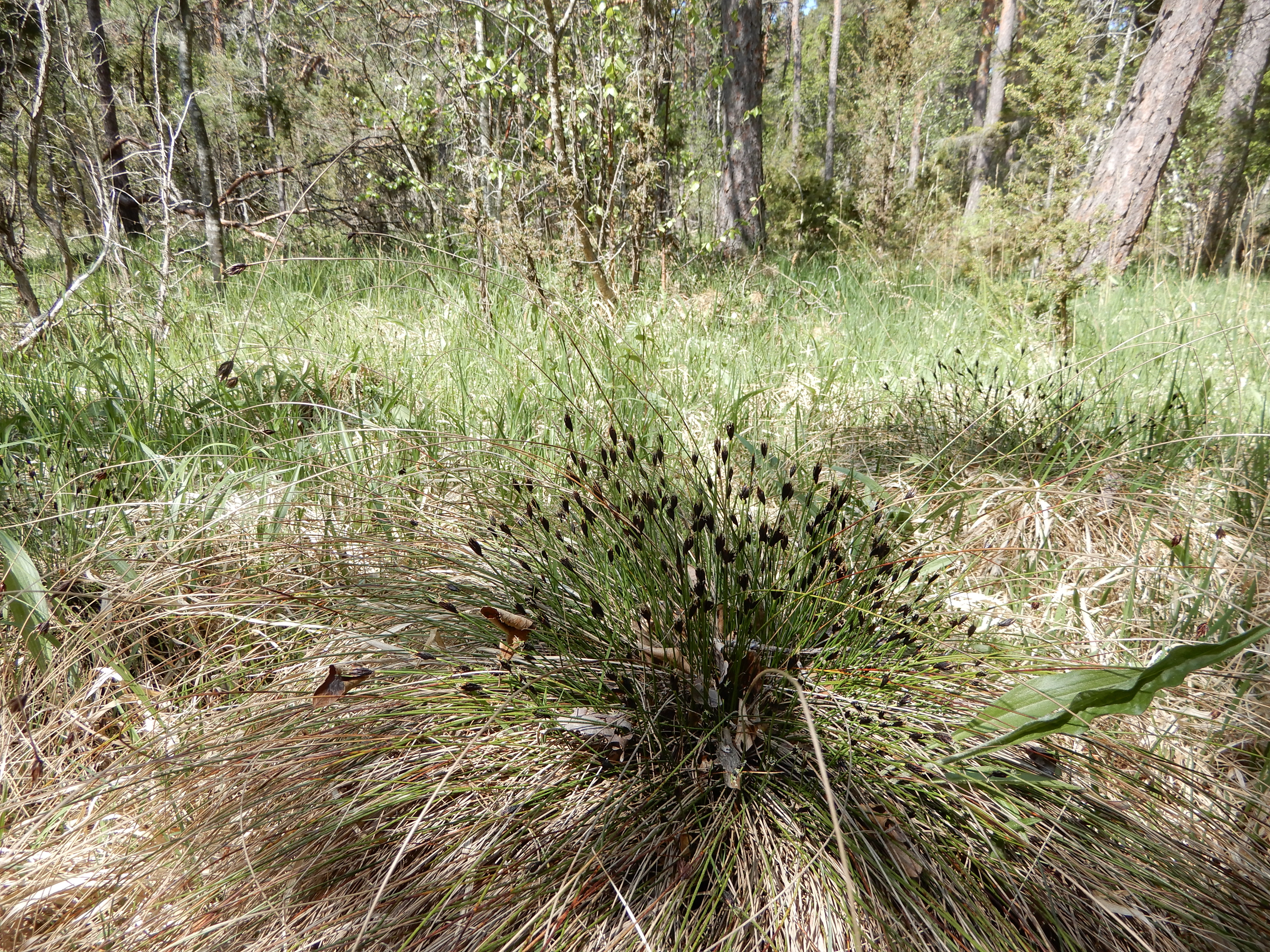
Knappag, Schoenus nigricans
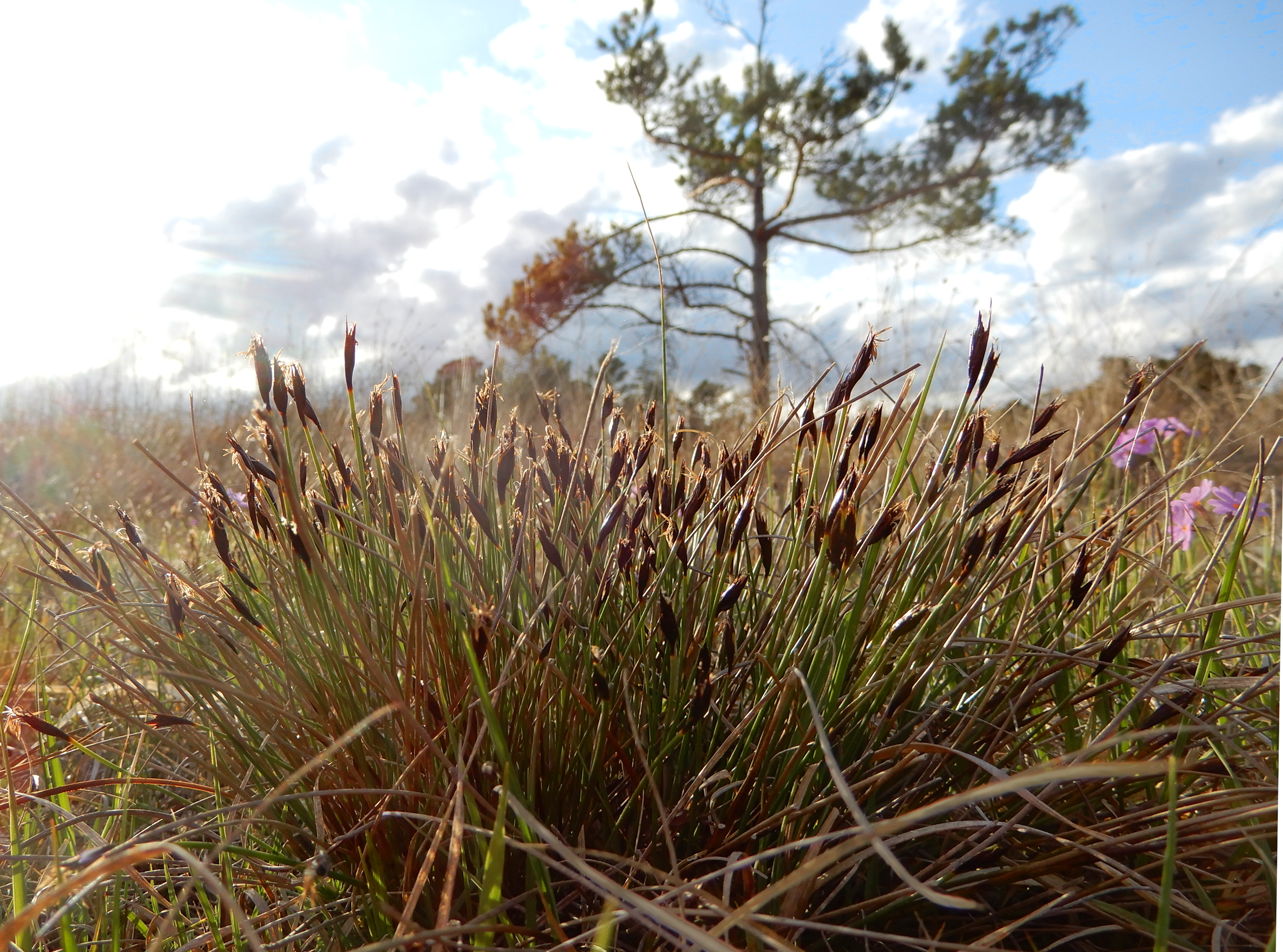
Axag, Schoenus ferruginaeus
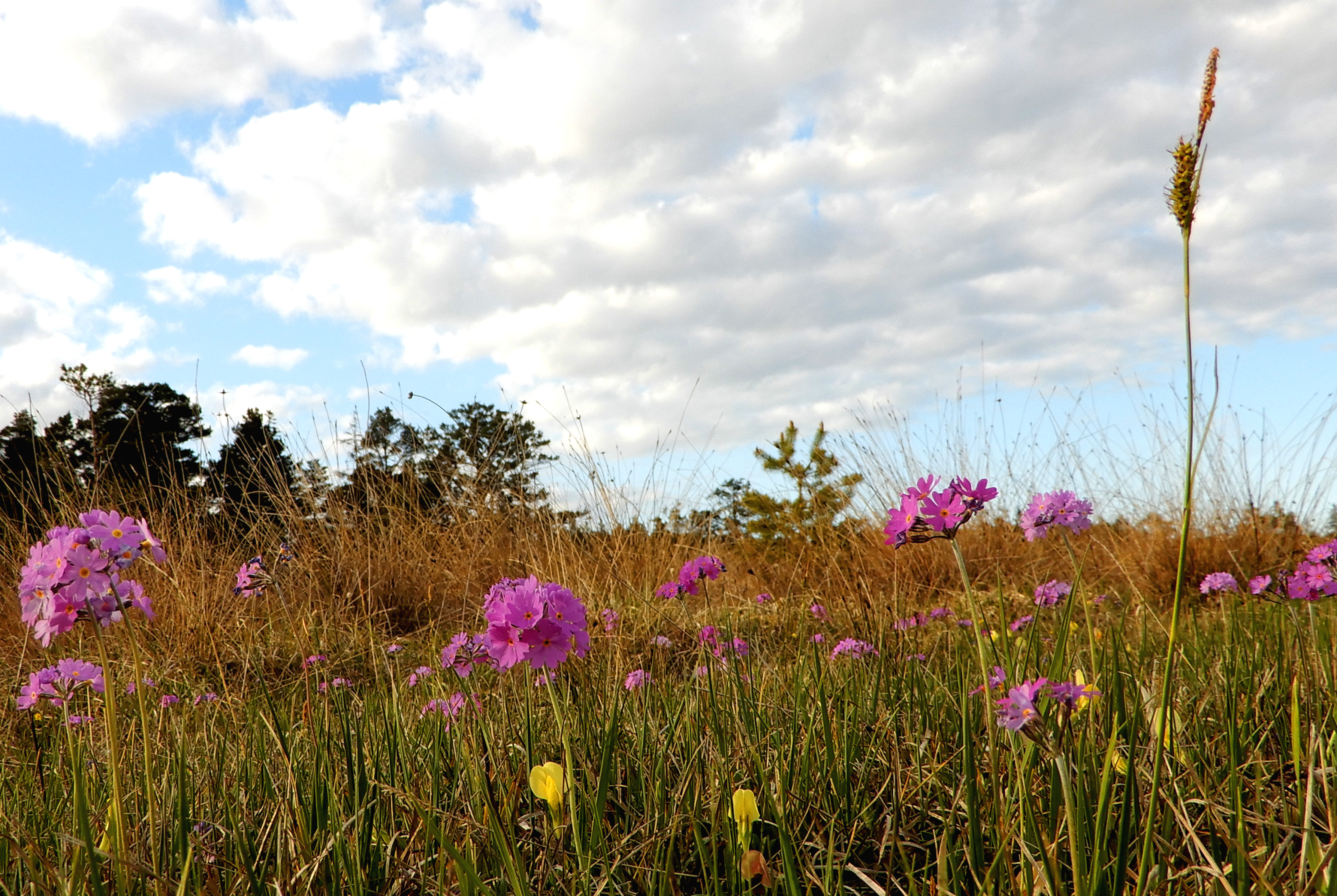
Majvivor, Primula farinosa